# ليروي لوفيت
ليروي لوفيت (بالإنجليزية: Leroy Lovett)‏ هو موسيقي وعازف بيانو أمريكي، ولد في 17 مارس 1919 في فيلادلفيا في الولايات المتحدة، وتوفي في 9 ديسمبر 2013 في Chatsworth, Los Angeles ‏ في الولايات المتحدة.

## وصلات خارجية
- ليروي لوفيت على موقع ميوزك برينز (الإنجليزية)
- ليروي لوفيت على موقع ديسكوغز (الإنجليزية)